# Gertrud-Eysoldt-Ring
Der Gertrud-Eysoldt-Ring ist ein seit 1986 jährlich im Gedenken an Gertrud Eysoldt verliehener Theaterpreis, den die Stadt Bensheim gemeinsam mit der Deutschen Akademie der Darstellenden Künste für herausragende schauspielerische Leistungen vergibt. Er wird jeweils im Frühjahr des darauf folgenden Jahres vergeben. Der Preis wurde von dem Theaterkritiker Wilhelm Ringelband gestiftet und ist mit 10.000 Euro dotiert. Anlässlich der Vergabe des Gertrud-Eysoldt-Rings wird auch der Förderpreis Kurt-Hübner-Regiepreis verliehen.

## Träger des Gertrud-Eysoldt-Rings
- 1986: Doris Schade für ihre Darstellung der Hekabe in Die Troerinnen des Euripides von Walter Jens in der Inszenierung von George Tabori an den Münchner Kammerspielen
- 1987: Gert Voss für seine Darstellung der Hauptrolle in Richard III. von William Shakespeare in der Inszenierung von Claus Peymann am Wiener Burgtheater
- 1988: Edith Clever für ihre Darstellung der Penthesilea in Heinrich von Kleists gleichnamigem Stück in der Inszenierung von Hans-Jürgen Syberberg, einer Gemeinschaftsproduktion der Städte Paris, Berlin und Frankfurt
- 1989: Hans Christian Rudolph für seine Darstellung Platonows in Anton Tschechows gleichnamigen Stück in der Inszenierung von Jürgen Flimm am Thalia Theater Hamburg
- 1990: Cornelia Froboess für ihre Darstellung der Ellida Wangel in Henrik Ibsens Stück Die Frau vom Meer in der Inszenierung von Thomas Langhoff an den Münchner Kammerspielen
- 1991: Ulrich Mühe für seine Darstellung des Clavigo in Goethes gleichnamigen Stück in der Inszenierung von Claus Peymann am Wiener Burgtheater
- 1992: Rolf Boysen für seine Darstellung des König Lear in William Shakespeares gleichnamigen Stück in der Inszenierung von Dieter Dorn an den Münchner Kammerspielen
- 1993: Jürgen Holtz für seine Darstellung des Alten in Katarakt von Rainald Goetz in der Inszenierung von Hans Hollmann am Schauspiel Frankfurt
- 1994: Christa Berndl für ihre Darstellung der Fanny in Der Stiefel und sein Socken von Herbert Achternbusch in der Inszenierung von Lore Stefanek am Deutschen Schauspielhaus in Hamburg
- 1995: Martin Wuttke für seine Darstellung des Arturo Ui in Der aufhaltsame Aufstieg des Arturo Ui von Bertolt Brecht in der Inszenierung von Heiner Müller am Berliner Ensemble
- 1996: Corinna Harfouch für ihre Darstellung des Harras in Des Teufels General von Carl Zuckmayer in der Inszenierung von Frank Castorf an der Volksbühne Berlin
- 1997: Josef Bierbichler für seine Darstellung des Kasimir in Kasimir und Karoline von Ödön von Horváth in der Inszenierung von Christoph Marthaler am Deutschen Schauspielhaus in Hamburg
- 1998: Jutta Lampe für ihre Darstellung der Agathe und Ellen Seegast in Botho Strauß‘ Stück Die Ähnlichen in der Inszenierung von Peter Stein am Theater in der Josefstadt in Wien
- 1999: Hans-Michael Rehberg für seine Darstellung des Christian Maske in Carl Sternheims 1913 in der Regie von Günter Krämer an den Städtischen Bühnen in Köln, des Großvaters in Anton Hamigs Der verkaufte Großvater in der Regie von Franz Xaver Kroetz am Volkstheater in München und des alten Generals in Isaak Babels Marija in der Regie von Dieter Giesing am Schauspielhaus in Zürich
- 2000: Angela Winkler für ihre Darstellung der Rebekka West in Henrik Ibsens Rosmersholm in der Regie von Peter Zadek am Akademietheater des Burgtheaters Wien.
- 2001: Judith Engel für ihre Darstellung der beiden Rollen „Die Frau“ und „Sue“ in Bash von Neil LaBute in der Regie von Peter Zadek an den Hamburger Kammerspielen
- 2002: Michael Maertens für die Titelrolle in Schnitzlers Anatol, Akademie-Theater Wien, Regie: Luc Bondy, Wiener Festwochen
- 2003: Dörte Lyssewski für ihre Rollengestaltungen der Charlotte in Goethes Wahlverwandtschaften und der Hedda Gabler in Ibsens gleichnamigem Stück, Regie in beiden Inszenierungen: Ernst Stötzner
- 2004: Ulrich Matthes für seine Rollengestaltung des George in Edward Albees Wer hat Angst vor Virginia Woolf?, Regie: Jürgen Gosch
- 2005: Tobias Moretti für die Titelrolle in Franz Grillparzers König Ottokars Glück und Ende, Regie: Martin Kušej, in Salzburg und Wien
- 2006: Nina Hoss für die Titelrolle der Medea nach Euripides, Regie: Barbara Frey, Deutsches Theater Berlin
- 2007: Ernst Stötzner für den Puck im Sommernachtstraum, Regie: Jürgen Gosch, Deutsches Theater Berlin
- 2008: Klaus Maria Brandauer für die Rolle des Dorfrichters Adam in Heinrich von Kleists Der zerbrochne Krug, Regie: Peter Stein, am Berliner Ensemble[1]
- 2009: Barbara Nüsse für ihre Darstellung des König Lear in Karin Beiers Inszenierung am Schauspiel Köln[2]
- 2010: Kirsten Dene sowohl für ihr Lebenswerk als auch für ihre herausragende Leistungen an der Schaubühne Berlin in der Rolle der Gunhild in Ibsens John Gabriel Borkmann (Regie: Thomas Ostermeier) und am Burgtheater Wien in der Rolle der Violet Weston in Tracy Letts Eine Familie (Regie: Alvis Harmanis) und Alexander Khuon für die Gestaltung der Rolle des Schriftstellers Trigorin in Tschechows Stück Die Möwe am Berliner Deutschen Theater unter der Regie von Jürgen Gosch
- 2011: Nicholas Ofczarek für seine Darstellung des Kasimir in Horváths Kasimir und Karoline am Residenztheater München
- 2012: Constanze Becker für ihre Rolle der Medea in Medea von Euripides am Schauspiel Frankfurt
- 2013: Steven Scharf für die Darstellung des Judas im gleichnamigen Einpersonenstück von Lot Vekeman an den Münchner Kammerspielen[3]
- 2014: Wolfram Koch gemeinsam mit Samuel Finzi für ihre Darstellung als Estragon und Wladimir im Drama Warten auf Godot am Deutschen Theater Berlin[4]
- 2015: Charly Hübner für seine Rollen in Onkel Wanja und Schuld und Sühne am Deutschen Schauspielhaus Hamburg[5]
- 2016: Jana Schulz für ihre Rollen in Rose Bernd und Verbrechen und Strafe am Schauspielhaus Bochum.[6]
- 2017: Sophie Rois für ihre Rolle als Hexe in Faust. Der Tragödie zweiter Teil an der Volksbühne Berlin.[7]
- 2018: André Jung für seine Rolle als Erzähler in Georg Büchners „Lenz“ am Schauspielhaus Zürich/Schiffbau[8].
- 2019: Sandra Hüller für ihre Rolle als Hamlet am Schauspielhaus Bochum[9]
- 2021: Lina Beckmann für ihre Darstellung des Richard in Richard the Kid & the King, einer Koproduktion der Salzburger Festspiele und des Deutschen Schauspielhaus Hamburg[10]
- 2022: Alicia Aumüller und Patrycia Ziółkowska gemeinsam für ihr Zusammenspiel in Ödipus der Tyrann von Sophokles in der Regie von Nicolas Stemann am Schauspielhaus Zürich[11]
- 2023: Jörg Pohl für seine Doppelrolle in „Molière – der eingebildete Tote“ von Nona Fernández in einer Inszenierung von Antú Romero Nunes, uraufgeführt 2023 am Theater Basel[12]
- 2024: Birgit Minichmayr für ihre Rolle in Heldenplatz von Thomas Bernhard in der Inszenierung von Frank Casdorf[13]